# Ryūichi Hirashige
Ryūichi Hirashige (jap. 平繁 龍一 Hirashige Ryūichi; ur. 15 czerwca 1988) – japoński piłkarz. Obecnie występuje w Roasso Kumamoto.

## Kariera klubowa
Od 2007 roku występował w klubach Sanfrecce Hiroszima, Tokushima Vortis, Tokyo Verdy, Thespakusatsu Gunma i Roasso Kumamoto.

## Kariera reprezentacyjna
W 2007 roku Ryūichi Hirashige zagrał na Mistrzostwach Świata U-20.